# オールモルト
オールモルトは、1990年から2015年までニッカウヰスキーが製造し、アサヒビールが販売していたブレンデッド・ウイスキーである。ここではオールモルトの姉妹品であるモルトクラブなどのオールモルト製法商品についても言及する。

## 概要
オールモルトは1990年にニッカウヰスキーから発売された。これはニッカウヰスキー独自のカフェモルトをモルト原酒とブレンドする「オールモルト製法」で作られたモルト100％ウイスキーである。
オールモルトは「贅沢すぎて誰も造らなかった」、というキャッチコピーの元販売された。その結果、品不足になるくらいのヒット商品になった。
1995年には甘くやわらかな香りと飲みやすくすっきりとした後味が特長の姉妹品「モルトクラブ」が発売されたが、2016年8月末を以って名実ともに終売となった。

## ラインナップ

### オールモルト
※全て終売品
- オールモルト（1990年2月8日 - 1997年5月）[5] - アルコール分43%
  - 50ml瓶（1991年6月以前 - ） / 300ml瓶（1991年6月以前 - ） / 750ml瓶（1990年2月8日 - ） / 1000ml瓶（1991年6月 - ） / 1500ml瓶（1992年12月2日 - ）
- ニュー・オールモルト（1997年5月22日 - 2005年3月）[6] - アルコール分40%
  - 50ml瓶 / 300ml瓶 / 700ml瓶 / 1500ml瓶 / 1920ml瓶
- ニュー・オールモルト（2005年3月23日 - 2011年8月） - 1997年版より味、ラベル、名称の変更。700mlボトルの変更[7][8]。アルコール分40%
  - 180ml瓶 / 700ml瓶 / 1.8Lペットボトル / 1920ml瓶
- オールモルト（2011年8月23日 - 2016年8月） - 2005年版より名称とラベルのみ変更[4]。アルコール分40%
  - 700ml瓶
- オールモルト（2011年8月23日 - 2015年8月）[4] - アルコール分40%
  - 1920ml瓶

### モルトクラブ
※全て終売品
- モルトクラブ（1995年4月20日 - 1997年10月）[9] - アルコール分40%
  - 700ml瓶 / 1440ml瓶
- ニュー・モルトクラブ（1997年10月1日 - 2005年3月）[10][11][12][13] - アルコール分40%
  - 180ml瓶（2001年3月6日 - ） / 700ml瓶（1997年10月1日 - ） / 1.8Lペットボトル（2000年11月9日 - ） / 1920ml瓶（1997年10月1日 - ） / 2.7Lペットボトル（1999年3月4日 - ） / 4Lペットボトル（2001年3月6日 - ）
- ニュー・モルトクラブ（2005年3月23日 - 2011年8月） - 1997年版より味、ラベル、名称の変更。700mlボトルの変更[7][8]。アルコール分40%
  - 180ml瓶 / 700ml瓶 / 1.8Lペットボトル / 1920ml瓶 / 2.7Lペットボトル / 4Lペットボトル
- モルトクラブ（2011年8月23日 - 2015年8月） - 2005年版より名称とラベルのみ変更[4]。アルコール分40%
  - 700ml瓶 / 1920ml瓶 / 2.7Lペットボトル / 4Lペットボトル

### 数量限定商品
※全て終売品
- ザ・横濱（1995年 - 2010年） - 700ml、横浜市限定[14]
- ザ・国分町（1996年 - 1997年） - 700ml[15]
- ジ･アニバーサリー12年（2004年10月20日 - ?） - 500ml、36万本限定、ニッカウヰスキー創業70周年記念商品[16]
- モルト100ウイスキー12年 2006エレガントスタイル（2006年3月29日 - ?） - 500ml、12万本限定[17]